# Participações especiais em Will & Grace
Lista contendo o nome de celebridades notáveis que fizeram participações especiais na sitcom estado-unidense Will & Grace (1998-2006).

## Interpretando a si mesmos
- Kevin Bacon
- Candice Bergen
- Cher
- Sandra Bernhard
- Katie Couric
- John Edward
- Rudy Galindo
- Hall & Oates
- Deborah Harry
- Janet Jackson
- Elton John
- James Earl Jones
- Catherine Kennedy
- Matt Lauer
- Jennifer Lopez
- Josh Lucas
- Patti LuPone
- Barry Manilow
- Martina Navratilova
- Bebe Neuwirth
- Al Roker
- George Takei
- Rip Taylor

## Interpretando outros personagens
- Shohreh Aghdashloo
- Alan Arkin
- Rosanna Arquette
- Alec Baldwin
- Jason Biggs
- Jack Black
- Beau Bridges
- Edward Burns
- Bobby Cannavale
- Veronica Cartwright
- Richard Chamberlain
- John Cleese
- Glenn Close
- Joan Collins
- Harry Connick, Jr.
- Macaulay Culkin
- Matt Damon
- Blythe Danner
- Geena Davis
- Kristin Davis
- Ellen DeGeneres
- Patrick Dempsey
- Taye Diggs
- Michael Douglas
- Minnie Driver
- Edie Falco
- Dave Foley
- Dan Futterman
- Victor Garber
- Andy Garcia
- Sara Gilbert
- Jeff Goldblum
- Seth Green
- Clark Gregg
- Woody Harrelson
- Neil Patrick Harris
- Gregory Hines
- Leslie Jordan
- Stacy Keach
- Michele Lee
- Hal Linden
- Natasha Lyonne
- Madonna
- Lee Majors
- Camryn Manheim
- Dylan McDermott
- Julian McMahon
- Demi Moore
- Rosie O'Donnell
- Sharon Osbourne
- Scott Patterson
- Luke Perry
- Bernadette Peters
- Jeremy Piven
- Suzanne Pleshette
- Sydney Pollack
- Parker Posey
- Debbie Reynolds
- Brandon Routh
- Chloe Sevigny
- Molly Shannon
- Nicollette Sheridan
- Jamie-Lynn Sigler
- Tom Skerritt
- Mira Sorvino
- Britney Spears
- Eric Stoltz
- Sharon Stone
- Lily Tomlin
- Rip Torn
- Stuart Townsend
- Tracey Ullman
- Lesley Ann Warren
- Gene Wilder